# Конински окръг
Конински окръг (на полски: Powiat koniński) е окръг в Централна Полша, Великополско войводство. Заема площ от 1578,35 км2. Административен център е град Конин, който не е част от окръга.

## География
Окръгът обхваща земи от историческите области Великополша и Куявия. Разположен е в източната част на войводството.

## Население
Населението на окръга възлиза на 127 869 души (2012 г.). Гъстотата е 81 души/км2.

## Административно деление
Административно окръгът е разделен на 14 общини.
Градско-селски общини:
- Община Голина
- Община Клечев
- Община Рихвал
- Община Сомполно
- Община Шлешин

Селски общини:
- Община Вежбинек
- Община Вилчин
- Община Гроджец
- Община Жгув
- Община Кажимеж Бискупи
- Община Кжимов
- Община Крамск
- Община Скулск
- Община Старе Място

## Галерия
- Голина
- Клечев
- Рихвал
- Сомполно
- Шлешин